# Lasiurus ega
Lasiure jaune
Espèce
Répartition géographique
Statut de conservation UICN

 LC  : Préoccupation mineure
Lasiurus ega, de nom commun Lasiure jaune, est une espèce de chauves-souris américaines de la famille des Vespertilionidae.

## Répartition
L'espèce est répandue sur le continent américain depuis l'extrême sud du Texas jusqu'aux côtes orientales et au sud du Mexique et dans toute l'Amérique centrale et du Sud jusqu'au centre-est de l'Argentine. Elle est également présente sur l'île de Trinidad.
Elle vit dans différents types d'habitats, des broussailles du désert aux forêts à feuilles persistantes jusqu'à 1 500 m d'altitude.

## Description
L'espèce a une longueur de la tête et du corps entre 62 et 75 mm, une longueur de l'avant-bras entre 43 et 47 mm, une longueur de la queue entre 40 et 53 mm, une longueur du pied entre 8 et 11 mm, une longueur des oreilles entre 14 et 19 mm et un poids allant jusqu'à 15 g. Généralement, les femelles sont plus grandes que les mâles. Le dimorphisme sexuel est plus prononcé que dans les autres vespertilionidés, probablement en raison d'une adaptation des femelles au nombre relativement élevé de juvéniles par portée pour les chauves-souris.
La fourrure est longue, dense, douce et soyeuse. Les parties dorsales sont jaunâtres avec une base brun foncé, tandis que les parties ventrales sont légèrement plus claires. Le museau est pointu et large, en raison de la présence de deux masses glandulaires sur les côtés. Les oreilles sont triangulaires, avec l'extrémité émoussée. Le tragus est court, étroit, avec une extrémité arrondie et courbée vers l'avant. Les membranes des ailes sont noirâtres et attachées postérieurement à la base du gros orteil. La queue est complètement incluse dans la grande membrane interfémorale, qui est à moitié couverte de poils. Le calcar est légèrement caréné. Le caryotype est 2n = 28 FNa = 46.

## Biologie

### Comportement
Lasiurus ega se réfugie sous les branches des arbres à grandes feuilles comme les palmiers. Elle occupe parfois d'autres sites qui ressemblent à de grandes feuilles mortes, comme des tiges de maïs séchées et des toits de chaume. Elle se perche dans les arbres et la végétation. Au Texas, ses sites de repos préférés sont les palmiers sauvages et ornementaux, tels que Sabal mexicana et Washingtonia robusta. Les palmiers abritent également des insectes, que les chauves-souris mangent 
Elle migre pendant les périodes les plus froides dans les régions les plus méridionales de l'aire de répartition. Elle n'entre pas en hibernation, cependant un individu fut observé en état de stupeur diurne. Le pic d'activité prédatrice est concentré dans les 5 premières heures après le coucher du soleil. Elle peut voler en haute mer très loin des côtes, comme le montre le cas d'un spécimen observé par l'équipage d'un brise-glace naviguant le long des côtes sud de l'Argentine à environ 335 km du continent.

### Alimentation
Lasiurus ega est insectivore, elle se nourrit d'insectes volants, en particulier de coléoptères.

### Reproduction
Les femelles donnent naissance entre un et quatre petits une fois par an de fin novembre à début décembre après une gestation d'environ trois mois. L'accouplement a lieu en mai suivi d'une rétention des spermatozoïdes jusqu'à l'ovulation qui a lieu à la mi-août. L'allaitement dure deux mois.

## Liste des sous-espèces

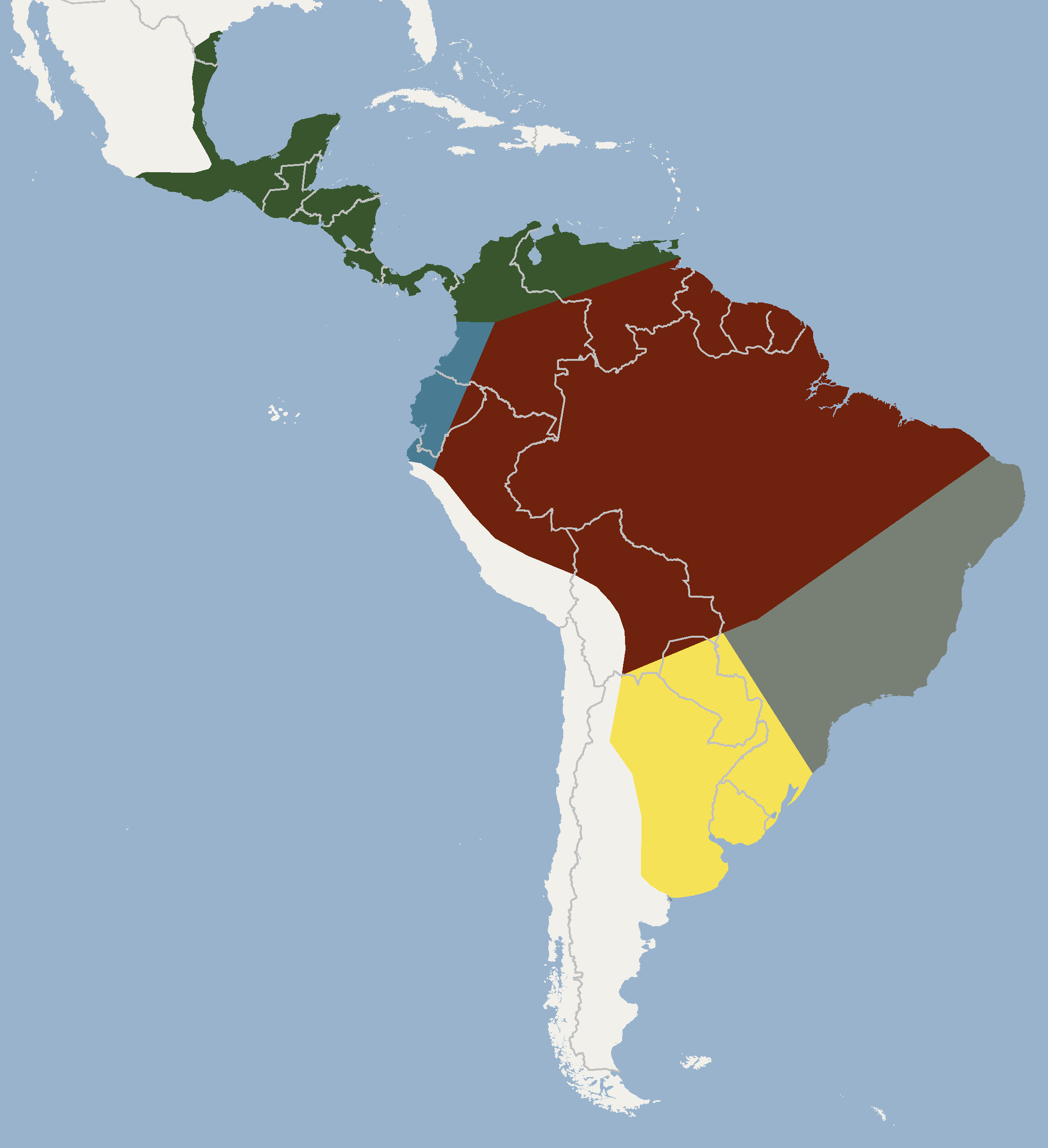
Aire de répartition des sous-espèces de Lasiurus ega.

Cinq sous-espèces ont été reconnues :
- Lasiurus ega ega (Gervais, (1856) - centre et sud de la Colombie, sud du Venezuela, Guyana, Suriname, Guyane, nord et centre du Brésil, est de l'Équateur, Pérou, Bolivie (en brun sur la carte) ;
- Lasiurus ega argentinus (Thomas, 1901) - sud du Brésil, Paraguay, nord et centre-est de l'Argentine (en jaune sur la carte) ;
- Lasiurus ega caudatus (Tomes, 1857) - sud et sud-est du Brésil (en gris sur la carte) ;
- Lasiurus ega fuscatus  (Thomas, 1901) - sud-ouest de la Colombie, ouest de l'Équateur, nord-ouest du Pérou (en bleu clair sur la carte) ;
- Lasiurus ega panamensis  (Thomas, 1901) - sud du Texas, est et sud du Mexique, Guatemala, Belize, Honduras, Salvador, Nicaragua, Costa Rica, Panama, nord de la Colombie et du Venezuela, Trinité (en vert foncé sur la carte).